# Neuenkirchen (bei Anklam)

Dorflage Müggenburg 1880 (mit Nachtrag Kleinbahn)

Neuenkirchen ist eine Gemeinde südwestlich von Anklam im Landkreis Vorpommern-Greifswald. Sie wird seit dem 1. Januar 2005 vom Amt Anklam-Land mit Sitz in der Gemeinde Spantekow verwaltet. Bis zum 31. Dezember 2004 gehörte die Gemeinde zum Amt Spantekow.

## Geografie und Verkehr
Neuenkirchen liegt zwei Kilometer südlich der Bundesstraße 199. Die Stadt Anklam liegt etwa zehn Kilometer nordöstlich. Die Bundesautobahn 20 ist über den Anschluss Jarmen (ca. 27 km) zu erreichen. Die Gemeinde Neuenkirchen liegt am Peene-Südkanal.

## Ortsteile
| - Neuenkirchen - Müggenburg - Strippow | Wohnplätze und Wüstungen im Gemeindebereich - Rosebarch (Wüstung) |

## Geschichte

### Neuenkirchen
Neuenkirchen wurde 1299 als Nigenkerken urkundlich genannt. Es ist eine frühdeutsche Gründung mit dem Namen für die neue Kirche. Spätestens seit der ersten Hälfte des 14. Jahrhunderts war es der Stammsitz der Familie von Neuenkirchen, die 1641 ausstarb.
Neuenkirchen wurde seit 1897 von dem Kleinbahnabzweig Dennin – Stretense tangiert. Das Gut wurde bereits laut PUM vor 1835 angelegt. Das eingeschossige, 11-achsige Gutshaus mit einem Mittelrisalit und der ummauerte Park sind erhalten. Die gotische Pfarrkirche, eine rechteckige Feldsteinkirche mit einem Westturm mit stumpfem Zeltdach, soll 1249 existiert haben.

Westlich des Dorfes stand eine 1835 erwähnte, nicht mehr erhaltene Bockwindmühle.
Bei der Landtagswahl in Mecklenburg-Vorpommern 2016 erreichte die rechtsextreme NPD mit 24,1 Prozent ihr landesweit bestes Ergebnis.

### Müggenburg

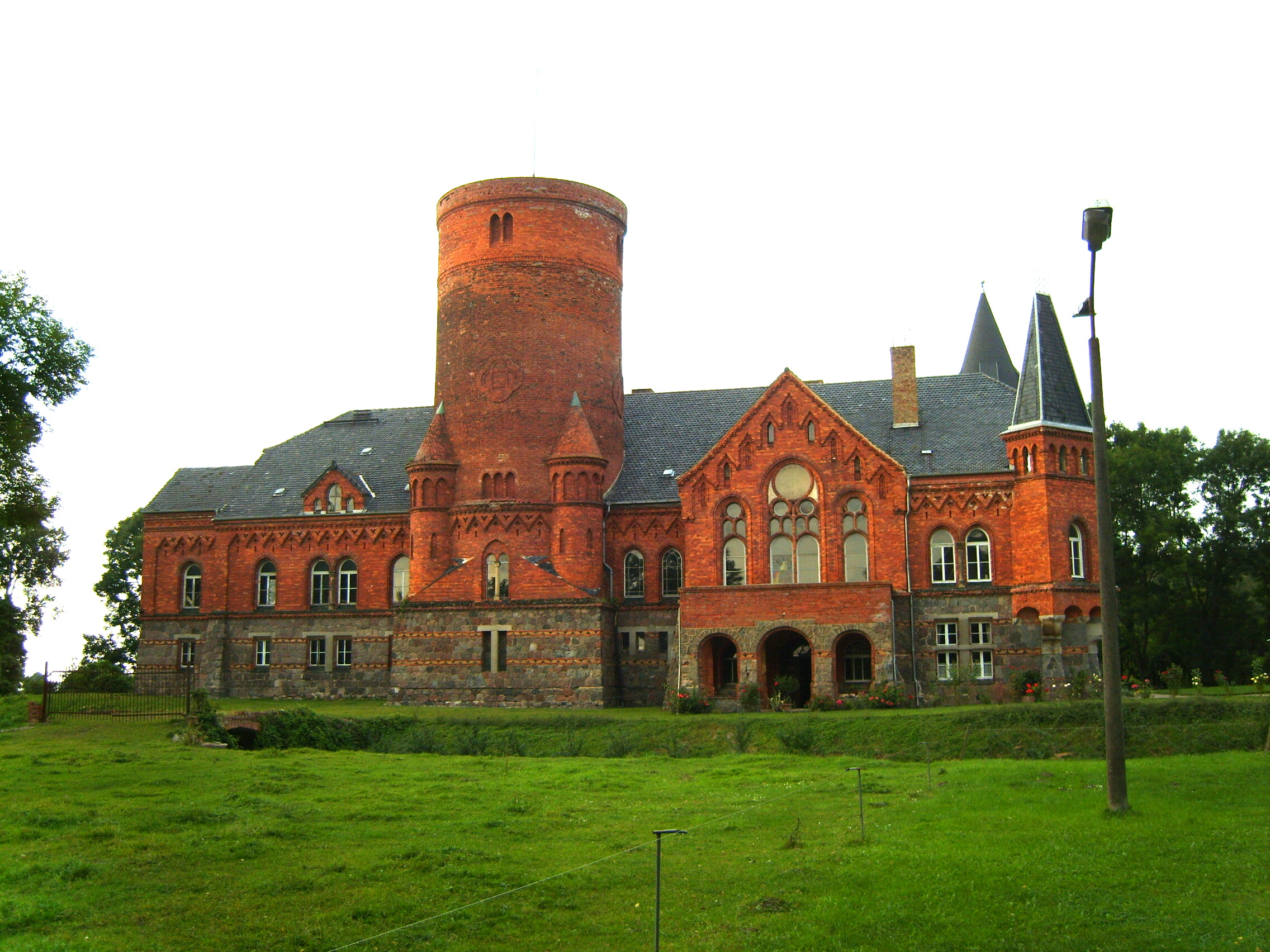
Wasserburg Müggenburg

Müggenburg wurde 1331 als Mughenborgh erstmals urkundlich erwähnt. 1563 wurde dann zum ersten Mal der aktuelle Name Müggenburg verwandt. Als Mügge wurde eine ins Moor reichende Landzunge genannt, auf denen als natürlicher Schutz dann solche Burgen angesiedelt wurden.
Müggenburg war ein Angerdorf, das sich aber im Laufe der Zeit durch die Dominanz des Gutes zum Gutsdorf wandelte. Die nördlich vom Ort gelegene Wasserburg als Herrenhaus des Gutes zeigt in seiner Wuchtigkeit mit dem eingebauten mittelalterlichen Fangelturm die Dominanz gegenüber dem Dorf.
Geschichtlich prägend für den Ort ist die Wasserburg Müggenburg (siehe dort) mit ihrem mittelalterlichen Turm, der von einem neuzeitlichen Schloss umbaut wurde. Das Gut gehörte, wie Neuenkirchen, dem Adelsgeschlecht von Neuenkirchen. Später waren die Familien von Lepel, von Schwerin und von Hahn in dessen Besitz. 1945 war das Gut im Besitz von Karl Friedrich Holtz.
Am 1. Juli 1950 wurde Müggenburg eingemeindet.

### Strippow
Strippow wurde als Stroppow 1313 erstmals urkundlich erwähnt, 1618 in der Lubinschen Karte dann schon mit dem aktuellen Namen. Der slawische Name wird mit Räude, aber auch mit Dachstuhl gedeutet.

Der Ort war von der Form her ein Angerdorf und von der Funktion her ein Bauerndorf mit sechs Dreiseithöfen sowie einigen Landarbeiterkaten.

In den 1970er Jahren wurde am Dorf vorbei der Peene-Südkanal erbaut.
Rosebarch (Wüstung) wurde mit diesem Namen erstmals 1288 urkundlich genannt. Es war zu der Zeit im Besitz der Nienkerken und lag zwischen Neuenkirchen und Müggenburg. Danach ist es verschwunden.

## Politik

### Gemeindevertretung und Bürgermeister
Der Gemeinderat besteht (inkl. Bürgermeister) aus 6 Mitgliedern. Die Wahl zum Gemeinderat am 26. Mai 2019 hatte folgende Ergebnisse:
| Partei/Bewerber                                 | Prozent | Sitze |
| ----------------------------------------------- | ------- | ----- |
| Wählergruppe Freiwillige Feuerwehr Neuenkirchen | 60,56   | 4     |
| Wählergruppe Unsere Gemeinde                    | 39,44   | 2     |

Bürgermeister der Gemeinde ist René Borgwardt, er wurde mit 68,06 % der Stimmen gewählt.

### Wappen, Flagge, Dienstsiegel
Die Gemeinde verfügt über kein amtlich genehmigtes Hoheitszeichen, weder Wappen noch Flagge. Als Dienstsiegel wird das kleine Landessiegel mit dem Wappenbild des Landesteils Vorpommern geführt. Es zeigt einen aufgerichteten Greifen mit aufgeworfenem Schweif und der Umschrift „GEMEINDE NEUENKIRCHEN * LANDKREIS VORPOMMERN-GREIFSWALD“.

## Sehenswürdigkeiten

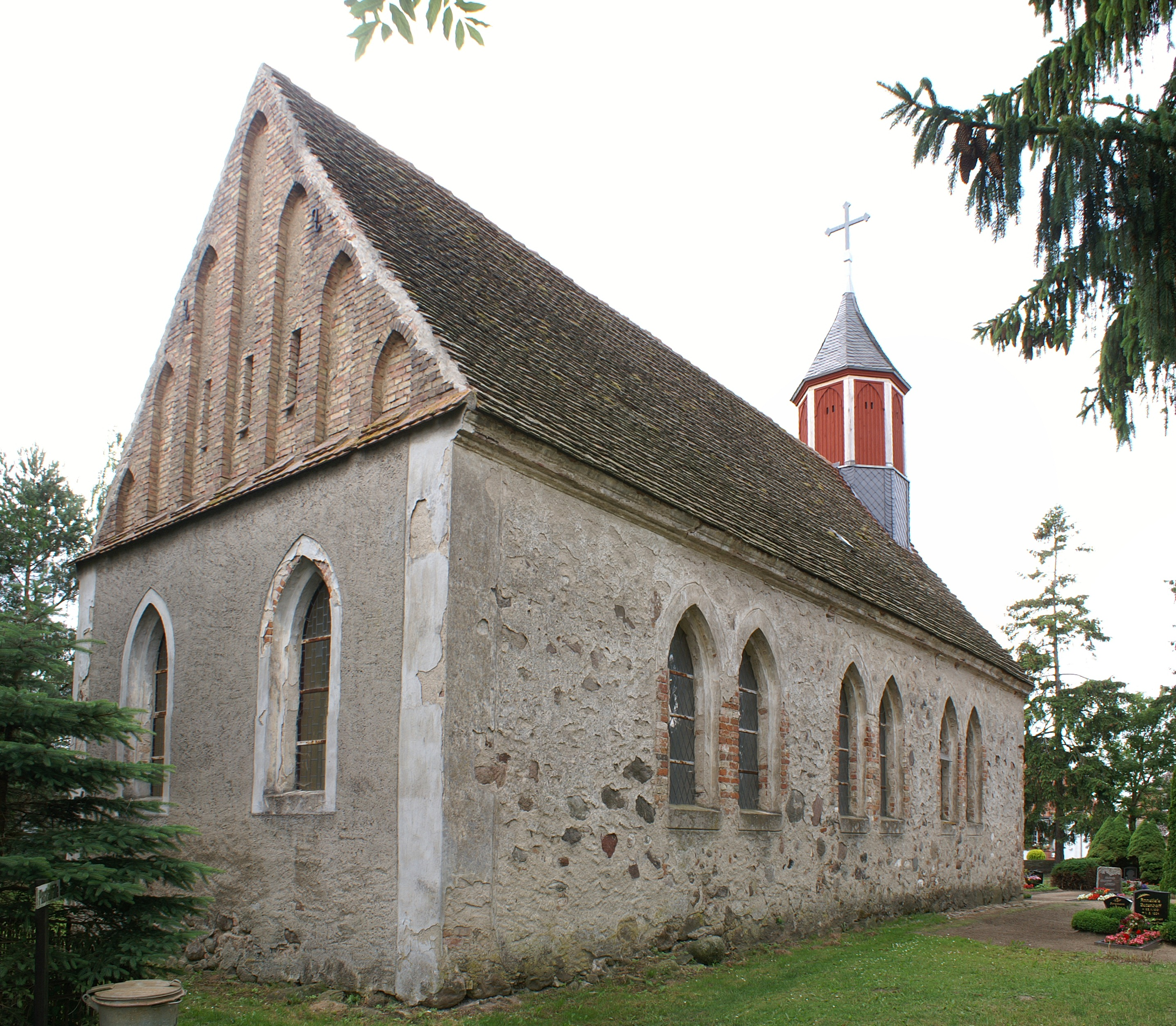
Kirche Neuenkirchen

- Wasserburg Müggenburg aus dem 13. Jahrhundert; Ende des 19. Jahrhunderts als neogotische Schlossanlage umbaut.
- Gutsanlage Müggenburg
- Kirche Neuenkirchen aus dem Ende des 13. Jahrhunderts. Vor dem Altar steht ein Epitaph, das an Johannes Lughe und seine Frau erinnert. Die Grabplatte entstand Ende des 14. Jahrhunderts.
- Gutsanlage Neuenkirchen
- Bronzezeitlicher Schälchenstein Strippow